# Карл I (король Англии)
Карл I (англ. Charles I of England; 19 [29] ноября 1600[…], Данфермлинский дворец, Файф или Данфермлин, Файф — 30 января [9 февраля] 1649[…], Лондон) — король Англии, Шотландии и Ирландии с 27 марта 1625 года из династии Стюартов. Его политика абсолютизма и церковные реформы вызвали восстания в Шотландии и Ирландии и Английскую революцию. В ходе гражданских войн Карл I потерпел поражение, был предан суду парламента и казнён 30 января (9 февраля) 1649 года в Лондоне.

## Молодые годы
Карл I был вторым сыном короля Шотландии Якова VI и Анны Датской. Он родился 19 ноября 1600 года в Данфермлайнском дворце в Файфе, Шотландия. В детстве Карл не отличался особенными способностями, поздно научился ходить и говорить. После того как его отец в 1603 году стал королём Англии под именем Якова I и переехал в Лондон, принц Карл ещё некоторое время оставался в Шотландии, будучи крайне болезненным ребёнком, трудно переносящим переезды. Даже достигнув зрелости, Карл I продолжал испытывать проблемы со здоровьем и был невысок ростом (1 м 62 см).
Наследником престола Англии и Шотландии был старший брат Карла Генри, принц Уэльский, на которого возлагались большие надежды в английском обществе. Карл в 1603 году получил шотландский титул герцога Олбани, а в 1605 году стал в Англии герцогом Йоркским. Однако в 1612 году (в возрасте 18 лет) принц Генри неожиданно скончался, и Карл стал наследником короля Якова I, принцем Уэльским и графом Честерским (с 1616 года).
Уже в 1620 году начались переговоры о браке принца Карла с испанской инфантой, что вызвало недовольство английского парламента, стремящегося к союзу с протестантскими государствами. В то же время принц сильно сблизился с фаворитом своего отца Джорджем Вильерсом, 1-м герцогом Бекингемом. В 1623 году они вместе совершили авантюрное путешествие в Мадрид и лично вмешались в переговоры о браке. Но разногласия между Бекингемом и испанским королевским двором, а также требование испанцев о переходе принца в католицизм расстроили переговоры, и свадьба не состоялась. Более того, Бекингем и Карл по возвращении в Англию выступили за разрыв отношений с Испанией и объявление войны. Уже в 1624 году английский экспедиционный корпус высадился в Нидерландах для ведения боевых действий против испанской армии. Одновременно начались переговоры о браке Карла и Генриетты-Марии Французской, сестры короля Людовика XIII.

## Начало царствования
Вступив на престол, Карл для ведения войны на континенте потребовал от парламента субсидий; но парламент хотел решить сначала дела о незаконных корабельных налогах и о религиозных вопросах. Карл два раза распускал парламент и самовластно собирал подати. Не получив достаточно денег, Карл вынужден был вновь созвать парламент и утвердить «петицию о правах».

## Единоличное правление и религиозные реформы
В 1628 году был убит Бекингем, имевший большое влияние на Карла. Незаконный сбор податей, вопреки «петиции о правах», возбудил негодование в парламенте, который был в 1629 году снова распущен Карлом. После этого он правил 11 лет сам, доставая деньги поборами, штрафами, монополиями и тому подобными путями. В это время выдвинулся Томас Уэнтворт, впоследствии граф Страффорд, человек даровитый, но жестокий и властолюбивый; он придумал план (Thorough) введения абсолютной власти короля, при помощи постоянного войска, и с успехом применял его сам, будучи наместником Ирландии. Желая ввести повсюду в королевстве единую Англиканскую церковь, Карл преследовал пуританство, отдавая перед ним предпочтение даже католичеству; примасу Лоду он разрешил ввести безбрачие духовенства, учение о чистилище, молитву об умерших и многие другие догматы, сближавшие церковь с Римом.

## Политика в Шотландии
Основными целями политики Карла I были усиление власти короля и, что, возможно, было для него ещё более важно, церкви. Ради этого король был готов пожертвовать традиционными правами сословий и принципом неприкосновенности частной собственности его подданных. Трагедия правления Карла I во многом, однако, объяснялась не столько целями короля, сколько методами их реализации: почти всегда плохо продуманными, слишком прямолинейными и с чётко выраженной окраской келейности, что влекло за собой рост недовольства широких слоёв населения и усиление оппозиции королю. Кроме того, в отличие от своего отца, Карл I не был близко знаком с обстановкой в Шотландии, а среди его советников практически не было шотландцев. В результате единственным способом коммуникации с шотландскими оппозиционерами стало силовое давление, аресты и манипулирование королевскими прерогативами.
В 1625 году Карл I издал «Акт о ревокации», согласно которому аннулировались все земельные пожалования королями Шотландии, начиная с 1540 года. Прежде всего это касалось бывших церковных земель, секуляризированных в период Реформации. Дворяне могли сохранить эти земли в своей собственности, но при условии денежной компенсации, которая шла на поддержку церкви. Этот указ затрагивал большую часть шотландского дворянства и вызвал массовое недовольство. Однако король отказался рассматривать петицию шотландцев против ревокации. В том же году парламент Шотландии под давлением короля санкционировал обложение налогом на четыре года вперед. Это вскоре привело к тому, что налогообложение земель и доходов в стране стало постоянным, а такая практика не соответствовала традиционным для Шотландии представлениям об источниках финансирования короля.
Практически с самого начала своего правления Карл I стал активно привлекать на высшие государственные должности епископов. Первым лицом королевской администрации Шотландии стал Джон Споттисвуд, архиепископ Сент-Эндрюсский, лорд-канцлер с 1635 года. Большинство в королевском совете перешло к епископам в ущерб шотландским аристократам, епископы также фактически стали определять состав Комитета статей и кандидатуры на должности мировых судей. Значительная часть представителей шотландского епископата того времени не пользовалась авторитетом у своей паствы и не имела связей с дворянством. Аристократия же, оттесненная от управления, не имела доступа к королю, двор которого практически постоянно находился в Лондоне.
Оппозиция, прежде всего дворянская, правлению Карла I возникла практически сразу после его вступления на престол. Пытаясь не допустить её усиления, король после 1626 года отказывался созывать парламент Шотландии и генеральную ассамблею шотландской церкви. Лишь в 1633 году, во время первого приезда короля в Шотландию, был созван парламент, который под давлением Карла I утвердил акт о супрематии короля в вопросах религии. Одновременно Карл I ввёл в шотландское богослужение ряд англиканских канонов и образовал новое епископство — Эдинбургское, во главе которого встал Уильям Форбс, ярый сторонник англиканских реформ. Это вызвало взрыв возмущения в Шотландии, однако Карл I вновь отказался рассматривать петицию шотландских дворян против церковных нововведений и манипулирования королём выборами в парламент. Один из авторов петиции, лорд Балмерино был в 1634 году арестован и приговорён к смерти по обвинению в измене.
Несмотря на рост оппозиции королевским реформам в сфере богослужения, Карл I продолжил политику сближения шотландского пресвитерианства с англиканством. В 1636 году за подписью короля были изданы реформированные каноны шотландской церкви, в которых отсутствовало упоминание о пресвитериях и приходских собраниях, а в 1637 году введена новая литургия, предусматривающая целый ряд англиканских элементов, культ святых, богатое церковное убранство. Эти реформы были восприняты в шотландском обществе как попытка реставрации католических обрядов и вызвали консолидацию всех сословий в оппозиции католицизму, епископату и авторитаризму короля.

## Восстание в Шотландии
23 июля 1637 года попытка провести первое богослужение по новой литургии в Эдинбурге вызвала стихийное восстание горожан. Этот бунт был немедленно поддержан в разных частях Шотландии и вызвал поток петиций королю из различных графств и городов против реформы литургии. В ответ Карл I приказал удалить из Эдинбурга петиционеров. Лидеры дворянской оппозиции (Балмерино, Лаудон, Роутс) подали королю протест против епископата и реформы церкви и объявили о созыве собрания сословий Шотландии. Под давлением роста движения епископы были вынуждены покинуть шотландский королевский совет, более того, ряд его членов присоединились к оппозиции (граф Траквер, лорд Лорн).
28 февраля 1638 года в Эдинбурге представителями шотландской аристократии, дворянства, духовенства и городов был подписан Национальный ковенант — манифест оппозиции, осуждавший попытки реформирования пресвитерианской церкви и предусматривающий совместные действия шотландской нации для защиты религии. Ковенант также утвердил супрематию парламента в законодательной сфере, сохранив, однако, лояльность королю. Копии этого манифеста были разосланы в основные города и графства Шотландии, и по всей стране подписание и клятвы верности Ковенанту приняли массовый характер. Шотландский народ сплотился вокруг Национального Ковенанта на защиту своей веры.
На переговоры с ковенантерами король направил маркиза Гамильтона и предложил приостановить действие новых канонов и литургии. Однако это уже не могло удовлетворить шотландцев, требующих теперь полной ликвидации епископата. Провал миссии Гамильтона заставил Карла I расширить свои уступки: 10 сентября 1638 года было отменено действие «Пяти статей», всех новаций в богослужении и подтверждено «Негативное исповедание» Якова VI. Король также согласился на созыв генеральной ассамблеи шотландской церкви в Глазго. На выборах ковенантеры одержали полную победу. В результате ассамблея, отменив все церковные реформы короля, приняла решение об упразднении епископата. Это означало разрыв с королём и начало войн между Карлом I и его шотландскими подданными, вошедших в историю под названием «Епископские войны».

## Гражданская война
В это время вспыхнуло восстание в Ирландии, где Карл собрал деньги от католиков, обещав им льготы, но не исполнил обещанного. Окружённому восстаниями и не имея средств к их подавлению, королю ничего не оставалось, как вновь собрать парламент, который получил название «Долгого парламента», поскольку заседал в течение 13 лет, с 1640 по 1653 год. Парламент отменил все незаконные указы короля, упразднил «корабельную подать», распустил Звёздную палату, исключил из Палаты лордов епископов, а также принял Трёхгодичный билль, который обязывал короля созывать парламент каждые три года. Кроме того, депутаты потребовали суда над новым фаворитом Карла — министром Страффордом, которому был вынесен смертный приговор. Король вынужден был со всем этим смириться. Парламент настаивал, чтобы король признал за ним право назначать и смещать министров, а также контролировать все действия короля. Карл с негодованием отказался, заявив:

Если бы я согласился на это, то стал бы только призраком, пустой тенью короля.
21 ноября 1641 года парламент принял «Великую ремонстрацию» — сборник статей, перечислявших преступления короны. После этого государственная власть фактически сосредоточилась в руках парламента.
После окончательного разрыва с парламентом Карл 23 августа 1642 года поднял в Ноттингеме королевское знамя, чем формально начал гражданскую войну. После первых побед Карла и нерешительных битв в 1644 и 1645 годах, 14 июня 1645 года произошло сражение при Нейзби; здесь у побеждённого Карла были захвачены его бумаги, обнаружившие его сделки с католиками, обращение за помощью к иностранным державам, соглашение с ирландцами.
В мае 1646 года Карл отправился в лагерь шотландцев в Кельгэме и содержался в Шотландии почти как узник, лавируя в своих обещаниях между пуританами и пресвитерианами, пока в январе 1647 года не был за 400 000 фунтов стерлингов передан в руки английского парламента, который поместил его в загородный дом Холденби под строгим надзором. Отсюда захваченный армией Карл переведён был в Хэмптон-Кортский дворец. Кромвель и Айртон предложили ему условия возвращения власти, очень умеренные, основными из которых были: десятилетнее парламентское руководство армией при переизбрании парламентариев каждые два года, воссоздание Англиканской церкви без обязательной десятины и при свободе вероисповедания для протестантов иных конфессий, осуждение семи наиболее видных вождей роялистов. Но Карл, надеясь получить больше выгод, тайно переговаривался с парламентом и шотландцами и уклонялся от предложений Кромвеля.
В ноябре 1647 года он бежал на остров Уайт, но вскоре вновь попал в плен. Из плена Карла пытался спасти Артур Капель, но он сам был вынужден сдаться в плен генералу Томасу Ферфаксу близ города Колчестера.

## Суд и казнь
Подстрекательства к восстанию, которые он продолжал и из тюрьмы, привели к петициям от всех полков о назначении суда над Карлом. «Охвостье» выбрало 150 комиссаров (потом число их было уменьшено до 135), с юристом Джоном Брэдшоу во главе, для суда над королём. Карл предстал пред этим судом, который признал его виновным, как тирана, изменника и врага отечества, и приговорил его к смерти. 30 января 1649 года Карл был обезглавлен в Уайтхолле, где перед Банкетным залом был возведён эшафот. В предсмертной речи заявил с эшафота собравшейся толпе: «Я должен сказать вам, что ваши вольности и свободы заключены в наличии правительства, в тех законах, которые наилучшим образом обеспечивают вам жизнь и сохранность имущества. Это проистекает не из участия в управлении, которое никак вам не надлежит. Подданный и государь — это совершенно различные понятия». За несколько минут до казни Карл I продолжал отстаивать абсолютизм с той же настойчивостью, как и в годы наибольшего расцвета своего могущества.
После свершения казни палач поднял голову бывшего короля, но слова «вот голова изменника» (традиционные при казни изменников и врагов государства) не были произнесены. Современники отмечают близкое к шоковому состояние толпы. В беспрецедентном жесте уважения к бывшему главе государства, голову короля пришили обратно к телу, чтобы родственники имели возможность достойно проститься и похоронить его. Тело Карла было отвезено в Виндзор, где и было погребено 8 февраля в часовне Святого Георгия на территории Виндзорского замка.
Имущество покойного короля было распродано на торгах. Изображения Карла удалили из всех общественных зданий. Его изваяние у здания Биржи было снесено и разбито, на освободившемся месте написали слова: Exit tyrannus, regum ultimus (с лат. — «Тирана нет, последнего из королей»).

## Характеристика
Как отмечено в Энциклопедическом словаре Брокгауза и Ефрона, частная жизнь Карла была безукоризненна; он обладал вкусом в литературе и искусстве, но у него не было самых существенных качеств короля; по отношению к любимцам он обнаруживал привязанность, доходившую до слабости, двоедушие считал политической мудростью и легко нарушал свои обещания.

## Увековечение памяти
- Уже 9 февраля 1649 года было опубликовано сочинение «Образ королевский» (в оригинале лат. Eikon basilike) — в виде дневника мученика Карла I.
- В честь Карла I названы (его сыном — Карлом II) штаты США — Северная и Южная Каролина.
- В честь Карла I была названа звезда в созвездии Гончих Псов — «Сердце Карла». Полное название было предложено астрономом Чарльзом Скарборо[англ.] в 1660 году — «Cor Caroli Regis Martiris» (Сердце Карла, Короля Мученика).

## В кино
- «Двадцать лет спустя» (Vingt ans après) режиссёра Анри Диаман-Берже (Франция, 1922). В роли Максим Десжардин (Maxime Desjardins).
- «Кромвель» (Cromwell) режиссёра Кена Хьюза (Великобритания, 1970); в роли короля — Алек Гиннесс.
- «Возвращение мушкетёров» (The Return Of The Musketeers) режиссёра Ричарда Лестера (Великобритания-США, 1989), в роли короля — Билл Патерсон.
- «Мушкетёры двадцать лет спустя» режиссёра Георгия Юнгвальд-Хилькевича (Россия, 1992); в роли короля — Алексей Петренко.
- «Убить короля» (To Kill a King) режиссёра Майкла Баркера (Великобритания-ФРГ, 2003); в роли короля — Руперт Эверетт.
- «Последний король» (Charles II: The Power & the Passion) режиссёра Джо Райта (Великобритания, 2003); в роли короля — Мартин Тёрнер.
- «Любовница Дьявола: Унесенные страстью» (The Devil's Whore[англ.]) режиссёра Марка Мандена (Великобритания-США, 2008); в роли короля — Питер Капальди.
- Мэри и Джордж / Mary & George (мини-сериал, 2024, Великобритания), режиссёр Флориан Коссен, в роли короля Сэмюэл Бленкин.

## Образ в литературе
- Карл I Стюарт — один из эпизодических персонажей романа Александра Дюма-отца «Три мушкетёра» (1844).
- В его продолжении «Двадцать лет спустя» (1845) Карл I является одним из главных действующих лиц. Он появляется и в пьесе «Мушкетёры», созданной на основе романа.
- Карл I также фигурирует в историко-приключенческом романе Майн Рида «Белая перчатка» (1864).
- Карл I является действующим лицом в романе Артуро Перес-Реверте «Капитан Алатристе» (1996).